# James Hamet Dunn
Sir James Hamet Dunn, primer baronet, (29 d'octubre de 1874 - 1 de gener de 1956) va ser un financer i industrial canadenc durant la primera meitat del segle xx. Si bé és reconegut principalment pel rescat de la societat Algoma Steel de 1935 i la seva posterior presidència i propietat durant els 20 anys següents, prèviament s'havia convertit en el principal finançador dels projectes hidroelèctrics de Frederick Stark Pearson,i com a tal tingué un paper destacat en el sindicat financer que va crear la companyia Barcelona Traction, Light and Power.

## Vida privada
James H. Dunn va néixer al poble de Saint Peter, ara fusionat a Bathurst, Nova Brunswick, Canadà. El seu pare posseïa una empresa de construcció naval, però acabà arruïnat per la forta caiguda de la demanda de vaixells de fusta, i va morir en un accident de tala quan James era un infant. La seva mare vídua, que era un membre particularment devot de l'església presbiteriana, el va criar amb els escassos ingressos que obtenia com a telegrafista.
Després de completar la seva escolarització, va marxar de casa, treballant a diversos indrets. Tanmateix, al cap de poc temps va tornar a casa on va treballar com a empleat al despatx d'advocats de George Gilbert. Això el va fer decidir de matricular-se a la facultat de dret, concretament a la Dalhousie University Law School a Halifax, Nova Escòcia. Es va graduar el 1898, i després va treballar com a advocat a Halifax abans de crear un despatx d'advocats a Edmonton, Alberta. En poc temps, el 1900, Dunn es va sentir atret per l'economia en auge de Mont-real, Quebec, on va aconseguir un lloc amb un dels despatxos d'advocats més importants de la ciutat. El 1901 es va casar amb Gertrude Price, filla d'un ric empresari de la fusta.
Durant la seva vida, Dunn es va convertir en un important líder de la indústria rivalitzant fins i tot amb els Rothschild com a figura central de les finances britàniques. Tot i que va viure principalment a Anglaterra durant els seus anys de borsa i va mantenir una vila a França, Dunn viatjava amb freqüència al Canadà per passar temps al seu campament de pesca al riu Nigadoo, no gaire lluny del seu lloc de naixement.

## Financer
James Dunn es va involucrar en els aspectes legals de les activitats de subscripció per a empreses que cotitzaven a la Borsa de Montreal i el 1902 va fundar l'empresa de corretatge de valors J.H. Dunn & Co. Amb 20.000 dòlars prestats al seu sogre, va adquirir un seient a la borsa. El negoci canadenc en aquell moment encara depenia en gran manera dels diners d’inversió dels mercats financers britànics i Dunn es va convertir en un expert en la captació de capital estranger per a la subscripció de valors, així com en la selecció dels llocs adequats per invertir.

### L'auge inversor
Entre 1890 i 1910 l'economia de Canadà va créixer fortament. L'increment de la riquesa provocà que una part important anés a l'estalvi, captat en gran part per bancs i companyies d'assegurances. La gran quantitat de diners de la que disposaven aquestes empreses va fer créixer les borses de Mont-real i Toronto. Addicionalment, a partir de 1905 es va començar a rebre fluxos d'inversió procedents del Regne Unit, accentuant-se més l'excés de liquiditat. Les inversions preferides eren les de companyies de subministrament elèctric, tramvies i ferrocarrils. Concretament les empreses de producció elèctrica eren vistes com una bona inversió perquè produïen ingressos estables, tenien baix risc i proporcionaven seguretat a llarg termini. Addicionalment, eren companyies que estaven a l'avantguarda tecnològica de l'època i adquirien una posició dominant en el mercat, proporcionant beneficis alts.
Canadà oferia poques possibilitats per invertir en aquest tipus d'empresa, perquè les ciutat grans ja estaven servides per societats establertes, i les que quedaven eren poques i comparativament petites respecte les de l'estranger. El mercat més proper, l'estatunidenc, estava copat per una competència nombrosa i dinàmica. En aquestes circumstàncies, l'aparició de Frederick Stark Pearson, amb els seus projectes hidroelèctrics a llatinoamèrica que requerien grans quantitats de diners, va encaixar molt bé amb les necessitats dels financers canadencs. Els sindicats financers de Mont-real i Toronto van començar a invertir en els projectes de Pearson.

### L'associació amb Pearson
James Dunn s'havia especialitzat en arbitratge, la compravenda de títols de diferents borses quan havia una petita diferència de preu. Amb aquest fi, tenia corresponsals a Nova York i a Londres. En aquesta plaça el corresponsal era C.L. Fisher, un banquer suís. El 1906 Pearson, descontent del servei que li proporcionava R.M. Horne-Payne del British Empire Trust, va començar a tractar amb James Dunn. Les connexions internacionals de Dunn li donaven accés als mercats financers més importants del moment, i en pocs anys es convertí en el principal subscriptor dels títols de les empreses de Pearson. La casa de corretatge de Dunn va subscriure les empreses de Pearson i es va recaptar el capital suficient per permetre a Pearson crear les societats del Tramvia de São Paulo i la Light and Power Company al Brasil, la Mexican North Western Railway, la Mexican Tramway Company i la Mexican Light and Power Company a Mèxic, la British American Nickel Company al Canadà i la Barcelona Traction, Light and Power a Catalunya.
Animat per Pearson, el 1905 James Dunn va prendre la decisió de residir a Londres, el gran centre financer. Allà va dirigir un nou banc mercant en col·laboració amb C.L. Fischer, mentre treballava conjuntament amb la seva intermediació a Montreal. La seva associacio amb Fisher li permeté fer coneixences clau en el mercat financer continental.
El 1913, el seu soci Fischer va desaparèixer i va anar a terra deixant-lo amb grans deutes, ja que la seva empresa era una associació, no una societat de responsabilitat limitada, però va aconseguir amb valentia i ajuda dels seus creditors cobrir-los tots. Nou anys després, Dunn va perdonar a Fischer quan aquest estava "en una indigència virtual", fins i tot fins al punt de donar-li feina.
La Primera Guerra Mundial li va proporcionar diverses oportunitats de negoci i la capacitat de servir Gran Bretanya. Per als seus esforços de la Primera Guerra Mundial, sel va anomenar baronet a l'any 1921.
En els anys vint, participà juntament amb Alfred Loewenstein en l'adquisició de la companyia British Celanese, fabricant de seda artificial, negoci que al llarg dels anys li proporcionà més d' 1.000.000 de lliures de beneficis.